# 和歌山共同火力
和歌山共同火力株式会社（わかやまきょうどうかりょく、英: Wakayama Kyodo Power Company , Inc.）は和歌山県和歌山市に本社を置く卸電気事業者である。

## 概要
日本製鉄（旧住友金属工業）と関西電力の共同出資により設立された企業である。日本製鉄和歌山製鉄所で発生する副生ガス（高炉ガス・コークス炉ガス）と重油を燃料として火力発電を行い、発生電力を供給している。

## 沿革
- 1961年 - 住友金属工業と関西電力の共同出資により和歌山共同火力設立
- 1963年 - 第1号機営業運転開始